# Parc nacional de Jaldapara
El Parc nacional de Jaldapara és un parc nacional situat als peus dels Himalayas orientals, al nord de l'estat indi de Bengala Occidental i a la vora del riu Torsa. Jaldapara se situa a una altitud de 61 m i està cobert d'uns 216,51 km² de prades amb zones de boscos riberencs. Jaldapara va ser declarat santuari de vida silvestre en 1941, per protegir la seva gran varietat de flora i fauna. Actualment, acull la població més gran de rinoceronts indis de l'estat, animal en perill d'extinció, i és un àrea de gestió de l'hàbitat (categoria IV). El proper bosc de Chilapata és un corredor d'elefants entre Jaldapara i el parc nacional de Buxa. Està prop del parc nacional de Gorumara, igualment conegut per la seva població de rinoceronts indis.

## Història
Les tribus Toto i Mech (Bodos) solien romandre en aquesta àrea abans de 1800. En aquesta època, el lloc era conegut com a "Totapara". El 1941, es va establir el santuari de vida silvestre Jaldapara amb l'objectiu de protegir els exemplars de rinoceronts indis. Al maig de 2012, va ser declarat Parc Nacional.

## Flora i fauna
El parc està principalment configurat per sabana, cobert amb altes herbes d'elefant. La principal atracció del parc és el rinoceront indi; el parc manté la més gran població d'aquests mamífers a l'Índia després del parc nacional de Kaziranga en Assam. Altres espècies animals al parc inclouen al lleopard indi, l'elefant indi, el sambar, muntíacos, l'chital, cérvols porcins, senglars, i bisontes.
Jaldapara és considerat un paradís per als observadors d'aus. És un dels escassos llocs a l'Índia, on pot albirar-se el gènere Houbaropsis. Altres aus que es poden trobar al parc són l'harpia menor, l'Àguila marina de Pallas, l'esparver chikra, el teixidor de Finn, diverses espècies del gènere Gallus, el paó de l'Índia, perdius, i el cálao coronat. També es poden trobar pitons, varans, búngaros, cobres, geckos, i prop de vuit espècies de tortugues d'aigua dolça.

## Galeria

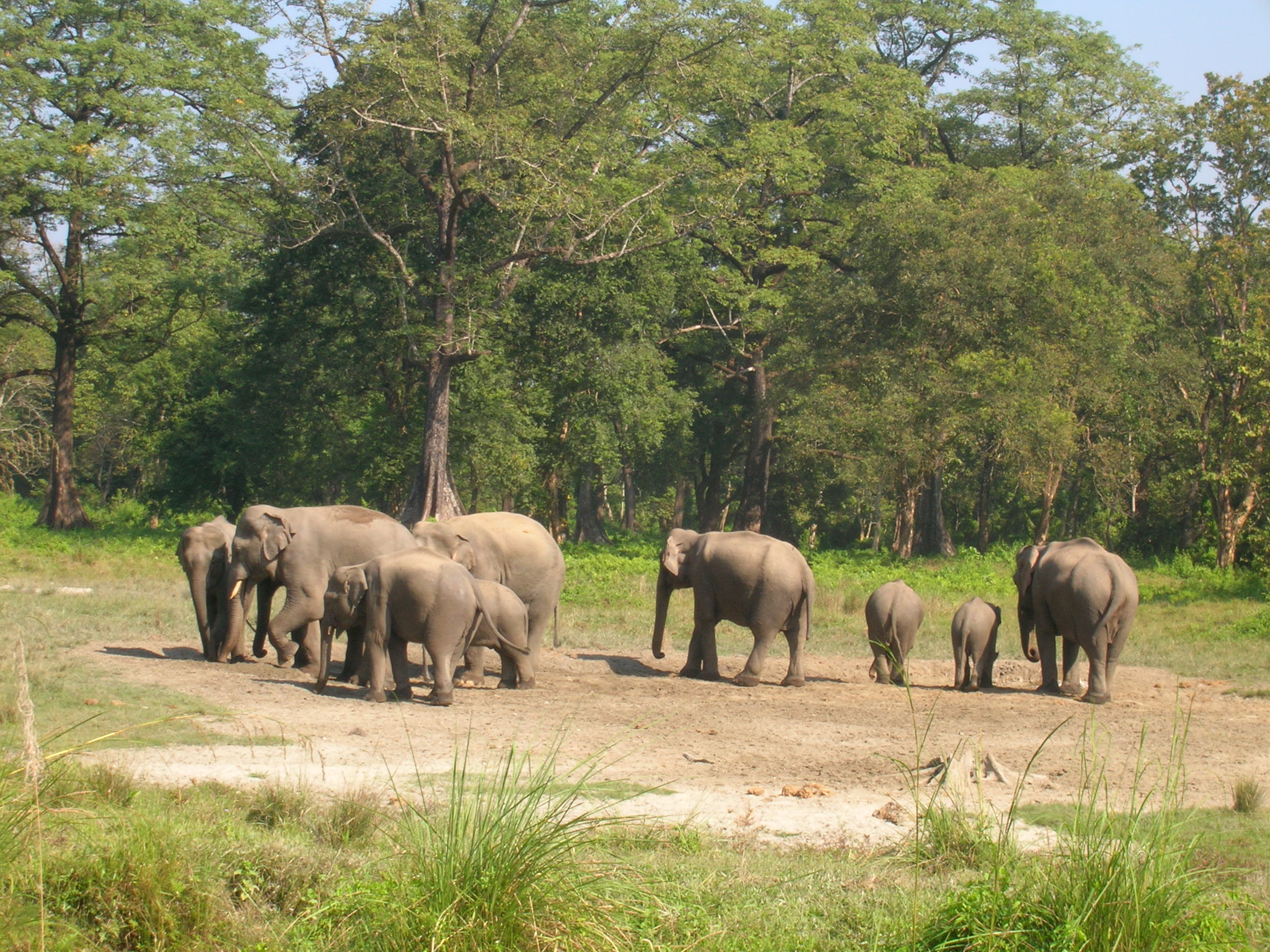
Elefants salvatges pasturant en Jaldapara.
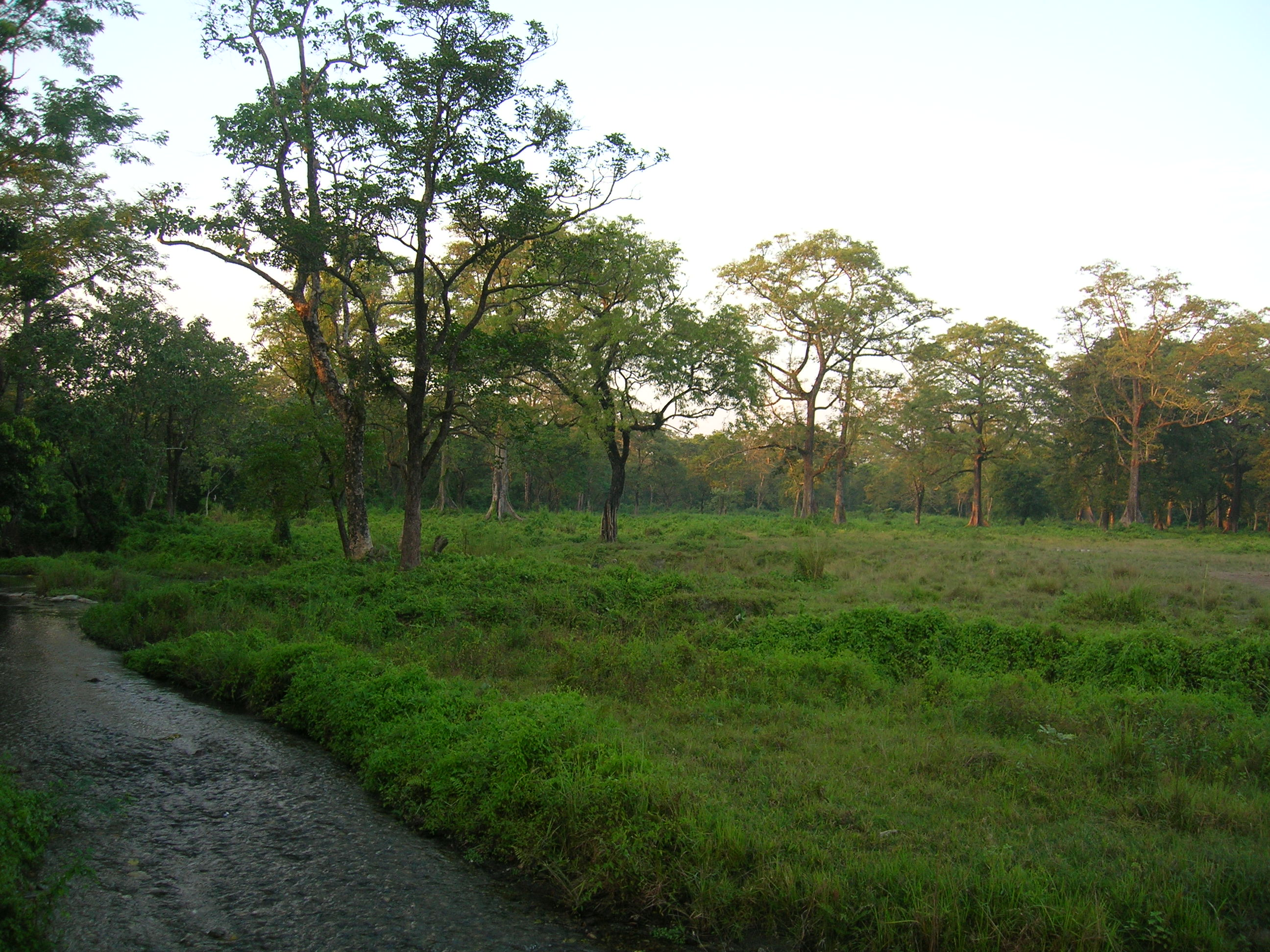
Posta de sol a Jaldapara.
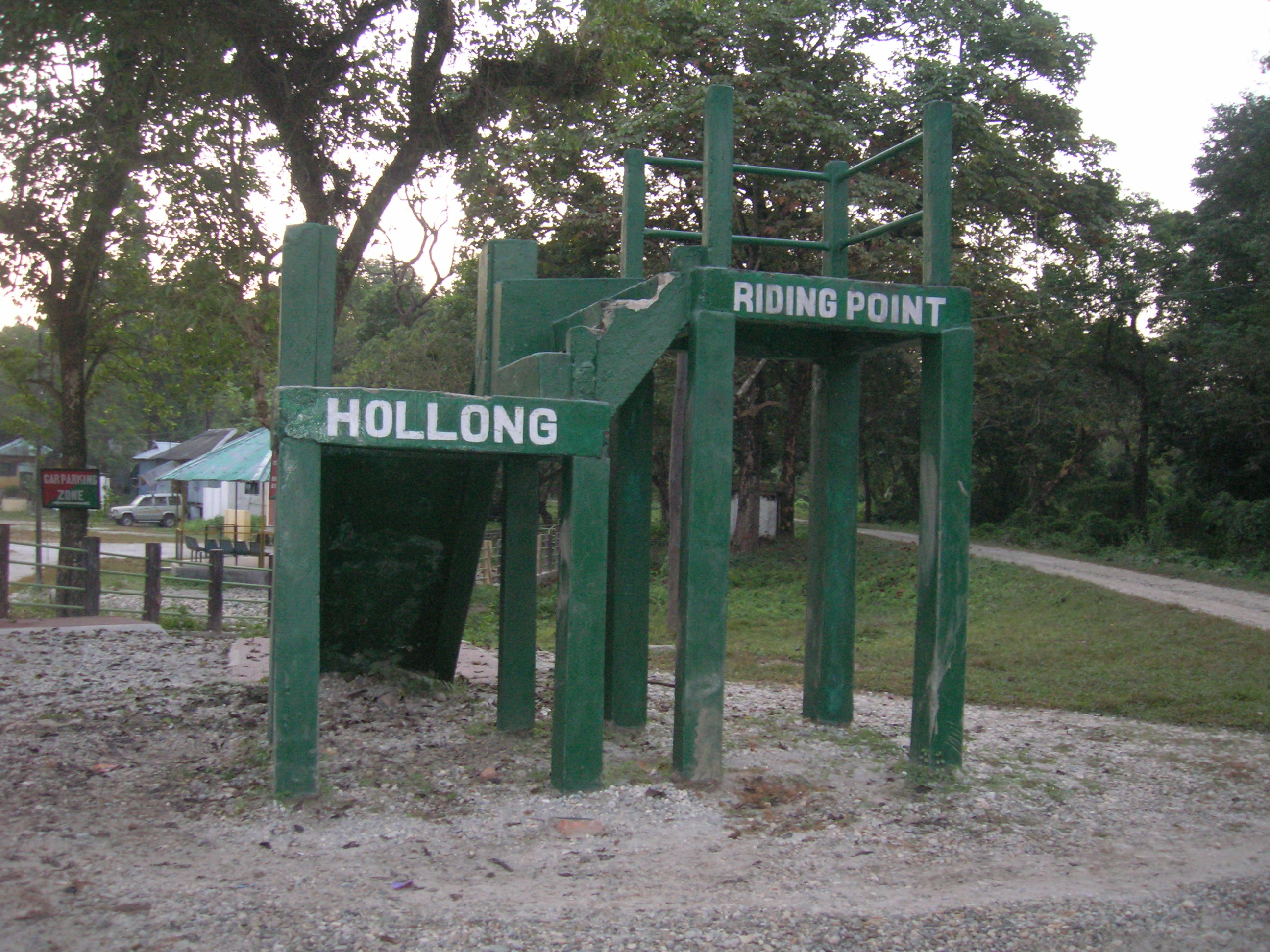
Un lloc per muntar al parc nacional de Jaldapara.